# Золотой век (фильм, 1930)
«Золотой век» (фр. L'âge d'or) — один из первых звуковых французских фильмов. Снят в 1930 году режиссёром Луисом Бунюэлем. В рейтинге величайших кинофильмов всех времён, составленном журналом Sight & Sound в 2012 году по итогам опроса 846 ведущих мировых кинокритиков, «Золотой век» занял 110-ю позицию.

## Сюжет
Фабула в строгом понимании этого термина в фильме отсутствует, что вообще свойственно направлению сюрреализма. Лента представляет собой набор сцен, не связанных между собой сюжетно и, как правило, абсурдных по содержанию, но объединённых определённым замыслом режиссёра.
Первые пять минут фильма — как бы «научно-документальный» показ жизни скорпионов. Зрителю рассказывают, как они устроены, какой ведут образ жизни, как друг от друга обороняются.
Затем следует титр: «Через несколько часов». В довольно пустынной местности обитают оборванцы. Все они вооружены. Они узнают, что в их края прибывают майорканцы. Главарь оборванцев (Макс Эрнст) решает обороняться. Однако бой не состоялся: оборванцы умирают по пути от слабости. Цивилизация восторжествовала. На этом месте будет основан новый город — имперский Рим. Сзади раздаётся женский вопль. Присутствующие оборачиваются — молодой человек насилует девушку. Его хватают. Маленькая собачка на поводке очень волнуется. Схваченный молодой человек отбрасывает от себя полицейского и пинает собачку.
Снова иная история. Действие происходит в богатом доме маркизы де Икс. Корову загоняют в одну из комнат дома. По дому проезжает повозка, запряжённая ослами. В доме возникает пожар. Главный герой-любовник — патологически жестокий человек. Главная героиня говорит в порыве чувств: «Какое счастье убить своего ребёнка!»
Последний эпизод — парафраз на «120 дней Содома» маркиза де Сада. Четверо епископов (один — Христос, именуемый в фильме герцог де Бланже по аналогии с главным героем книги), убив всех своих жертв, выходят из замка. Недобитая окровавленная женщина выползает из дверей. Ряженый в Христа заботливо заводит её в дом. Раздается вопль. Последний кадр — крест, на котором висят скальпы убитых девушек.

## В ролях
- Лия Лис — женщина
- Гастон Модо — мужчина
- Макс Эрнст — главарь разбойников
- Пьер Превер[фр.] — разбойник

## История создания
В начале 1920-х годов Луис Бунюэль в Мадридском университете знакомится с Сальвадором Дали. Поработав с Фрицем Лангом и Жаном Эпштейном, Бунюэль совместно с Дали снимает свою первую картину, известную сюрреалистическую короткометражку «Андалузский пёс». Бунюэль с головой погружается в движение сюрреалистов и присоединяется к их борьбе с обыденностью и запретами.
Но для творчества нужны деньги. Их он получает от своего нового покровителя виконта Шарля де Ноай. Виконт каждый год выделял средства на съёмки одного фильма ко дню рождения своей жены. Он выделил Бунюэлю миллион франков для съёмок фильма, какого только тот пожелает. Попытки совместной работы с Дали потерпели неудачу. Хотя Дали и указан в титрах как сценарист, его вклад в сценарий всего пара предложений. Таким образом, «Золотой век» — первая самостоятельная работа Бунюэля.
В съёмках фильма принимали участия довольно известные актёры. Гастон Модо был настоящей звездой французского кино. Он снимался у всех великих французских режиссёров того времени: Луи Деллюка, Рене Клера, Марселя Карне и Жана Ренуара. Среди снимавшихся в фильме немало поэтов и художников-сюрреалистов, друзей режиссёра: Макс Эрнст, Поль Элюар, Валентина Гюго, Жак Брюниюс, Роланд и Валентина Пенроуз и другие, наконец, сам Бунюэль.
Сам Бунюэль в книге «Мой последний вздох» (фр. Mon Dernier Soupir) так пересказывает фильм: «Для меня это был… фильм о безумной любви, неудержимом влечении, назло всем обстоятельствам швыряющем друг к другу мужчину и женщину, которые никогда не смогут быть вместе».

## Реакция
После первого показа фильм заинтересовал европейского агента голливудской студии MGM, он подписал контракт с Бунюэлем на 250 долларов в неделю, и в декабре 1930 года Бунюэль отправился в Соединённые Штаты Америки. В это самое время во Франции вокруг фильма разгорался самый настоящий скандал.
В конце 1930 года фильм был представлен широкой публике в парижском кинотеатре Studio 28, там демонстрировали исключительно авангардное кино. На премьере присутствовали две ультраправые группировки — Патриотическая лига и Антиеврейская лига, они устроили настоящий дебош в кинотеатре, забрасывали экран тухлыми яйцами, распыляли слезоточивый газ, взрывали зловонные бомбы, избивали зрителей с криками «Смерть евреям».
Позже полиция рекомендовала директору кинотеатра вырезать две сцены. Консервативная пресса развернула кампанию по полному запрету этого «порнографического» фильма. Le Figaro заклеймила фильм, назвав его «упражнением в большевизме». В середине декабря фильм был запрещён и все копии конфискованы.
По мнению Жоржа Садуля, фильм был снят под влиянием сюрреализма и представлял собой опыт истолкования мира в духе теорий Зигмунда Фрейда, Лотреамона, маркиза де Сада и Карла Маркса. Рассматривался даже вариант дать фильму название «Ледяная вода эгоистического расчёта», позаимствованное из текста «Манифеста коммунистической партии» (I. Буржуа и пролетарии). Французский киновед характеризовал картину следующим образом:

Страсть и пансексуализм пронизывали весь этот фильм, в котором всё имело свой строгий аллегорический смысл: и наивные сексуальные „символы“ фильма, больше напоминавшие непристойные рисунки школьников, чем психоанализ; и вся „революционность“ фильма, проявившаяся в таком, например, ритмическом противопоставлении, как двуколка, набитая пьяными землекопами, которая проносится по салону, полному изысканной публики. — Ж. Садуль. «История киноискусства. От его зарождения до наших дней».
Ежи Тёплиц при анализе содержания и формы этого фильма, отмечая что «...золотой век, символизируемый любовью, борется с веком грязи, за которым стоят все религиозно-государственные институты», приводит высказывание Андре Бретона о картине (из его книги «Безумная любовь», 1937): «В такой любви потенциально существует подлинный золотой век, век неисчерпаемых богатств, новых возможностей и находящийся при этом в абсолютном разрыве с веком грязи, который переживает ныне Европа».
Жан Кокто писал, что этот фильм — откровение, который представляет собой «первый анти-изобразительный шедевр». Однако Кокто делает и единственный упрёк: «у Бунюэля сила всегда сопровождается традиционными атрибутами». Впрочем, по словам писателя и режиссёра, это не столь важно, так как «это, наверное, самое точное исследование о человеческих нравах, проведённое более высоким, чем мы, существом, подобно тому, что мы стоим выше муравьёв».
Последующие 50 лет немногие помнили этот фильм. Один из них, историк кино Жорж Садуль, присутствовавший на премьере, восхищался фильмом, называя его «шедевром с его насилием, его чистотой, его лирическим безумством, его абсолютной искренностью». Полвека фильм демонстрировался лишь на частных показах и в синематеках. Только в 1979 году (в Нью-Йорке, годом позже в Париже) фильм был выпущен заново.

Когда фильм «Золотой век» только вышел на экраны, его назвали аморальным. Темы секса и естественного состояния человека оказались в центре горячих споров. После премьеры, прошедшей в кинотеатре «Студия 28» в Париже, фильм шесть вечеров подряд собирал полный зал. По окончании первой недели показа консервативно настроенные группы, финансируемые католической церковью и группировками правого толка, такими как Les Camelots du Roi и Le Jeunesses Patriotiques — «Патриотическая молодежь», организовали акции протеста у кинотеатра и через прессу публично оскорбили Луиса Бунюэля и Сальвадора Дали. Церковь осудила действия продюсера-аристократа Шарля де Ноая, который профинансировал фильм, желая сделать подарок своей жене, и пригрозила ему отлучением. Недовольные становились всё более агрессивными и опасными: они разбили афиши, сломали кресла, облили чернилами экран. Этот погром вынудил полицию закрыть кинотеатр и изъять фильм из проката, после чего он был запрещён во Франции.
— Дон Б. Соува